# اداره پست بنگلادش
اداره پست بنگلادش (بنگالی: বাংলাদেশ ডাক বিভাগ) شرکت دولتی پست بنگلادش است، که در سال ۱۹۴۵ تأسیس شد.